# Carole Landisová
Frances Lillian Mary Ridsteová (1. ledna 1919 – 5. července 1948) byla americká herečka a zpěvačka.

## Životopis
Narodila se 1. ledna 1919 ve Fairchildu ve Wisconsinu jako nejmladší z pěti dětí železničního mechanika Alfreda Ridsteho (původem z Norska) a Clary Ridsteové (rozené Sentekové, původem z Polska). Manželství jejích rodičů se však brzy rozpadlo a otec od rodiny odešel. Její matka se však ještě téhož roku opět vdala, ale o dva roky později se taktéž rozvedla. V roce 1923 se rodina přestěhovala do San Bernandina v Kalifornii.
Po absolvování na střední škole se živila v San Franciscu jako zpěvačka a v roce 1934 se provdala za 19 letého spisovatele Irvinga Wheelera, ale byli spolu pouze jeden měsíc (jelikož jí bylo pouhých 15 let a její matka jí nechala manželství anulovat). Poté co požádala svého otce, který jí sňatek dovolil se v tomtéž roce 25. srpna opět vzali. Po třech týdnech se však pohádali a Carole od svého manžela odešla do Los Angeles.
Ani jeden z manželů nepožádal o rozvod a Carole se začala věnovat herectví. Svoje umělecké jméno si zvolila po herečce Carole Lombardové a zprvu hrála pouze malé a vedlejší role v muzikálech. Poté co podepsala smlouvu s Warner Bros., k čemuž jí dopomohl režisér Busby Berkeley, začala být více vidět. Berkeley, který jí zanedlouho požádal o ruku se pokusil i zažalovat jejího stávajícího manžela, avšak u soudu neuspěl, Carole se s ním rozešla a i se svým manželem Irvingem Wheelerem se po pěti letech rozvedla.
V roce 1940 se objevila ve své nejznámější roli ve filmu One Million B. C. a provdala se za obchodníka s jachtami Willise Hunta. Manželství jim však vydrželo pouhé 4 měsíce.
Jako milenka Darryla Zanucka, prezidenta studií 20th Century Fox, získala s touto společností lukrativní smlouvu, ale během 2. světové války hlavně objížděla americké vojenské jednotky v zahraničí a při turné v Africe se seznámila se svým dalším manželem, vojenským pilotem Thomasem Wallacem. O svých cestách napsala i knížku (Four Jills in the Jeep), která byla hned na to v roce 1944 zfilmována.
Po svatbě s Thomasem Wallacem byla její smlouva zrušena a celkově se jí přestalo dařit. Navíc kvůli prodělané endometrióze nemohla mít děti. S Wallacem se zanedlouho také rozvedla a vzala si broadwayského producenta Williama Horace Schmidlappa, díký kterému se na chvíli objevila i v divadle.
Během jejího posledního manželství měla dlouhý vztah s hercem Rexem Harrisonem, avšak ten byl ženatý s jinou herečkou a poté co jí řekl, že se kvůli ní rozvádět nebude, spáchala 5. července 1948 sebevraždu předávkováním barbituráty.

## Filmografie

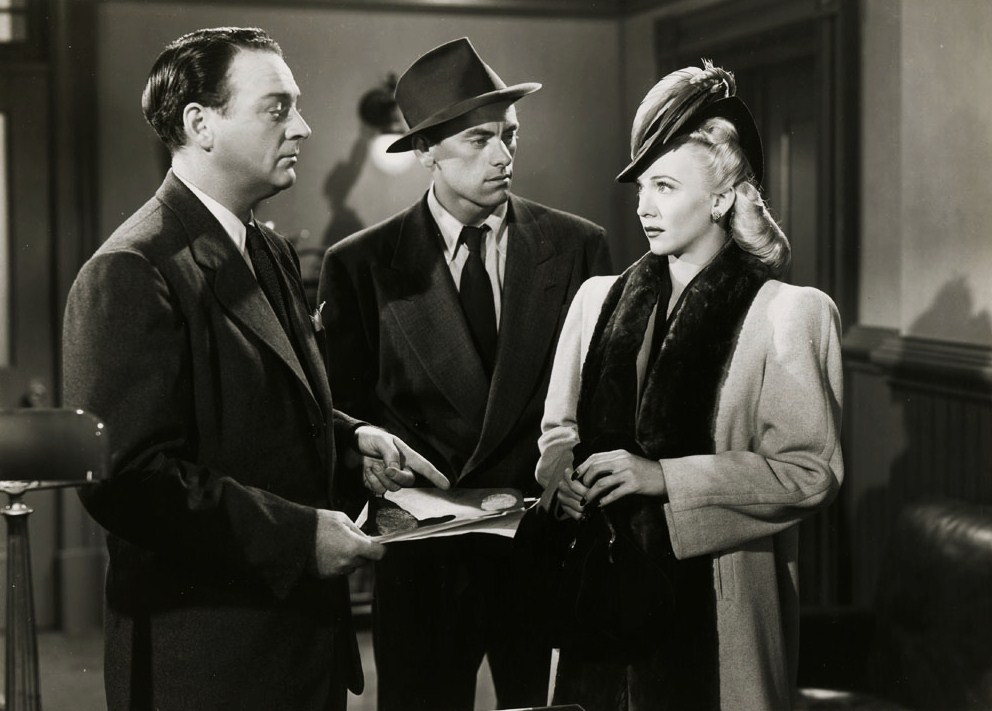
Carole Landisová ve filmu Behind Green Lights (1946) s Williamem Garganem a Johnem Irelandem

## Filmografie[4]

### Filmy
- 1948 Brass Monkey, režie Thornton Freeland
- 1948 Noose, režie Edmond T. Gréville
- 1947 Out of the Blue, režie Leigh Jason
- 1946 Behind Green Lights, režie Otto Brower
- 1946 It Shouldn't Happen to a Dog, režie Herbert I. Leeds
- 1946 Skandál v Paříži, režie Douglas Sirk
- 1945 Having Wonderful Crime, režie A. Edward Sutherland
- 1944 Four Jills in a Jeep, režie William A. Seiter, Hugo Friedhofer
- 1944 Secret Command, režie A. Edward Sutherland
- 1943 The Powers Girl, režie Norman Z. McLeod
- 1943 Wintertime, režie John Brahm
- 1942 A Gentleman at Hearth, režie Ray McCarey
- 1942 It Happened in Flatbush, režie Ray McCarey
- 1942 Manila Calling, režie Herbert I. Leeds
- 1942 Manželky orchestru, režie Archie Mayo
- 1942 Moje dívka Sally, režie Irving Cummings
- 1941 Budím se s křikem, režie H. Bruce Humderstone
- 1941 Cadet Girl, režie Ray McCarey
- 1941 Dance Hall, režie Irving Pichel
- 1941 Moon Over Miami, režie Walter Lang
- 1941 Road Show, režie Hal Roach
- 1941 Topper se vrací, režie Roy Del Ruth
- 1940 Mystery Sea Raider, režie Edward Dmytryk
- 1940 One Million B. C., režie Hal Roach, D. W. Griffith
- 1940 Turnabout, režie Hal Roach
- 1939 Cowboys from Texas, režie George Sherman
- 1939 Daredevils of the Red Circle, režie William Witney, John English
- 1939 Nová hranice, režie George Sherman
- 1939 Reno, režie John Farrow
- 1938 A Slight Case of Murder, režie Lloyd Bacon
- 1938 Blondes at Work, režie Frank McDonald
- 1938 Boy Meets Girl, režie Lloyd Bacon
- 1938 Four's a Crowd, režie Michael Curtiz
- 1938 Girls on Probation, režie William C. McGann
- 1938 Gold Diggers in Paris, režie Ray Enright
- 1938 Hollywood Hotel, režie Busby Berkeley
- 1938 Love, Honor and Behave, režie Stanley Logan[5]
- 1938 Men Are Such Fools, režie Busby Berkeley
- 1938 Over the Wall, režie Frank McDonald
- 1938 Penrod's Double Trouble, režie Lewis Seiler
- 1938 The Invisible Menace, režie John Farrow
- 1938 The Patient in Room 18, režie Crane Wilbur
- 1938 Torchy Blane in Panama, režie William Clemens
- 1938 When Were You Born, režie William C. McGann
- 1938 Women Are Like That, režie Horace Jackson
- 1937 Alcatraz Island, režie William C. McGann
- 1937 Broadway Melody of 1938, režie Roy Del Ruth
- 1937 Fly Away Baby, režie Frank McDonald
- 1937 Kobylkáři, režie Sam Wood
- 1937 Over the Goal, režie Noel M. Smith
- 1937 The Adventutous Blonde, režie Frank McDonald
- 1937 The Emperor's Candlesticks, režie George Fitzmaurice
- 1937 The King and the Chorus Girl, režie Mervyn LeRoy
- 1937 Varsity Show, režie William Keighley
- 1937 Zrodila se hvězda, režie William A. Wellman, Jack Conway